# هوانغ بوين (لاعب كرة قدم)
هوانغ بوين هو لاعب كرة قدم صيني، ولد في 15 فبراير 1996 في لوان في الصين. لعب مع Shanghai Shenxin F.C. ‏.